# سيليكات

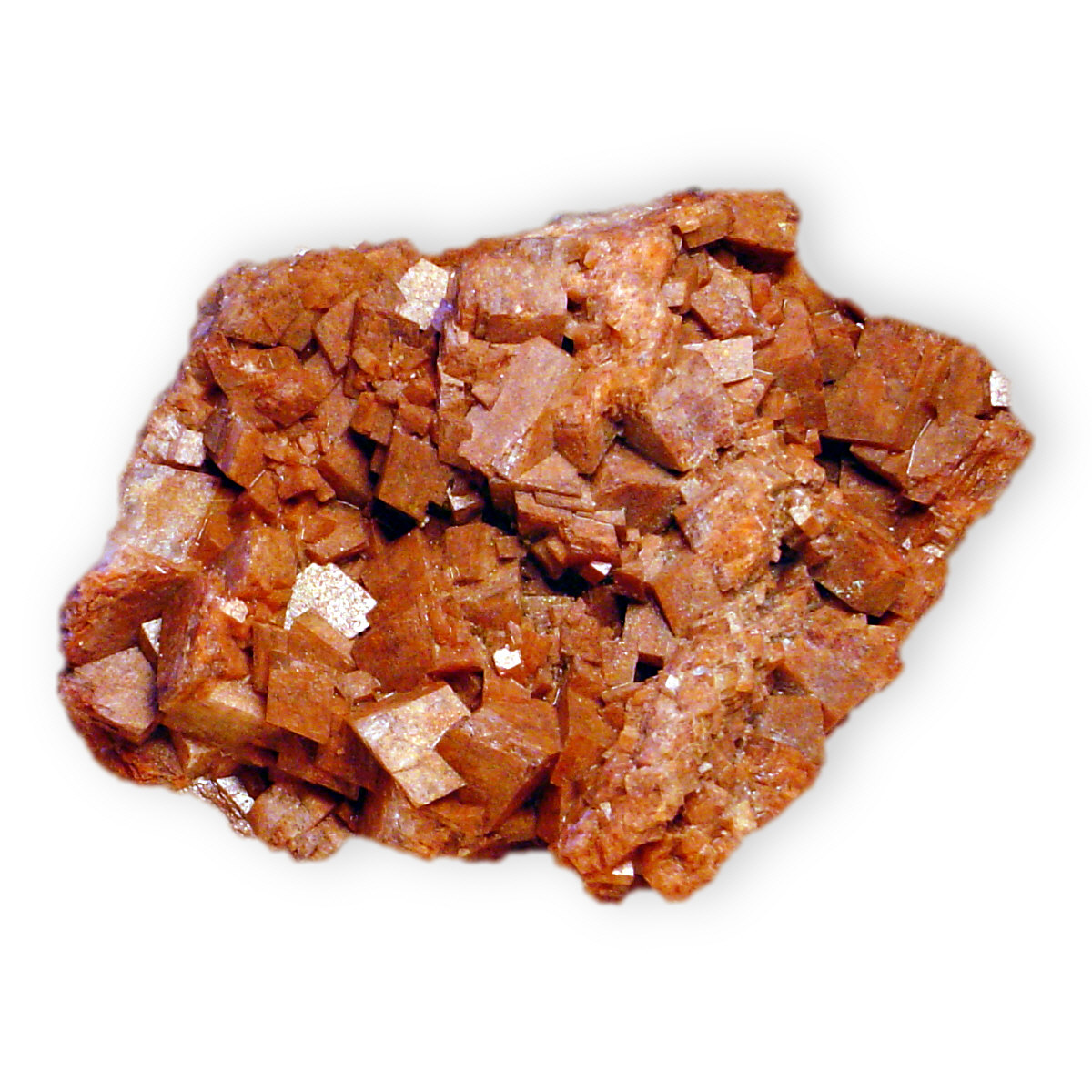
صورة لمعدن الفلدسبار، وهو أكثر السيليكات غنى في قشرة الأرض حيث يُؤلف وحده 50% منها.

السيليكات هي مركبات كيميائية تدخل في تركيبها أيونات عنصري الأوكسجين والسيليكون. وهي أكبر أصناف المعادن وأكثرها تعقيداً وغنى في قشرة الأرض على الإطلاق، فيُقدر الجيولوجيون أن 30% من بين جميع أنواع المعادن هي سيليكات، وأن 90% من القشرة الأرضية مؤلف من السيليكات، وبهذا فعنصرا الأوكسجين والسيليكون هما أكثر العناصر وفرة في قشرة الأرض.
تتكون غالبية السيليكات في الأصل من الصهارة البركانية، وتتحول هذه الصهارة إلى السيليكات عندما تصعد إلى السطح وتبرد. ويُوجد عاملان رئيسيان يُحددان نوع المعدن الذي ستتحول إليه الصهارة بعد ذلك، وهما تركيبها الكيميائي وطريقة تبلورها. بالإمكان أخذ معدن السيليكات الأوليفين كمثال، فهذا المعدن يَتبلور في درجات حرارة عالية، بينما - على عكسه - يَتبلور معدن الكوارتز في درجات حرارة أقل بكثير، ومثل هذه الفروقات هي التي توضح أنواع المعادن التي تتحول إليها الصهارة، فلكل معدن من السيليكات تركيب كيميائي وبنية بلورية مُميزان يُبينان الظروف التي تكون فيها.

## أنواع السيليكات
بسبب عدد السيليكات الهائل وتنوعها الكبير، فقد قسمها العلماء بناءً على بنيتها الذرية المعقدة. المكون الرئيسيّ للسيليكات هو صيغة رباعيّ السطوح "SiO4" (ذرة سيليكون وأربع ذرات أوكسجين)، التي تشكل مع الجزيئات أو رباعيات السطوح الأخرى ما يُسمى معادن السيليكات. وتملك كل مجموعة من السيليكات صيغة أساسية للسيليكون والأوكسجين، تصنف بناءً عليها. واعتماداً على هذه البنى الذرية فإن السيليكات تقسم إلى المجموعات التالية:
1. النيزوسيليكات: أبسط مجموعات السيليكات، فهي تتضمن جميع السيليكات التي تملك رباعيّ سطوح أساسيّ (SiO4) غير مرتبط برباعيات سطوح أخرى، وعلى هذا الأساس فهي تشبه مجموعات المعادن الأخرى مثل الكبريتات والفوسفات. من أمثلة هذه المجموعة التوباز ومجموعة العقيق الأحمر.
2. السوروسيليكات: تملك سيليكات هذه المجموعة رباعيّي سطوح سيليكياتيين متصلين بأيون أوكسجين واحد، وبهذا فإن صيغتها الكيميائية الأساسية "Si2O7". من أمثلة هذه المجموعة الإيبيدوت والهيميمورفايت.
3. الآينوسيليكات: تتألف من مجموعتين فرعيتين «السيليكات أحادية السلسلة» و«ثنائية السلسلة»، في الأولى تتشارك رباعيات السطوحِ ذرتا أوكسجين مع براعيّي سطوح آخرين مشكلة سلسلة لا نهائية ظاهرياً، أما في الثانية فإن سلسلتين منفصلتين يَقعان جنباً غلى جنب بحيث يَتصلان معاً بالأوكسجين. من أمثلة هذه المجموعة الرودونيت والنبتونيت.
4. السيليكات الحلقية: تؤلف هذه السيليكات سلاسل مثل الآينوسيليكات، لكنها تختلف عن تلك بأن السلاسل فيها تتصل بنفسها مكونة حلقات، ونسبة الأوكسجين إلى السيليكون فيها هي عموماً نفس التي عند الآينوسيليكات (1:3). من أمثلة هذه المجموعة الأوسيومايت والبيرل.
5. الفيلوسيليكات: في هذه المجموعة تتصل حلقات رباعيات السطوح ببعضها عن طريق الأوكسجين ضمن سطح ثنائي الأبعاد مكونة بنية أشبه بالغطاء. من أمثلة هذه المجموعة الأبوفيلايت والكافانسايت.
6. التكتوسيليكات: تتكون السيليكات من هذه المجموعة من رباعيات سطوح تتصل ببعضها داخلياً وتمتد إلى الخارج بجميع الاتجاهات مشكلة بنية معقدة. من أمثلة هذه المجموعة مجموعتا الفلدسبار والكوارتز.[2]